# Moshe Melamed
Moshe Melamed (în idiș ‏‏משה מלמד‎‏‎, în rusă Мойше Меламед; n. 25 decembrie 1882, Ungheni, gubernia Basarabia, Imperiul Rus – d. 5 ianuarie 1954, Los Angeles, California, SUA) a fost un evreu basarabean, scriitor, critic de teatru, redactor și jurnalist american de limbă idiș.

## Biografie
S-a născut în târgul Ungheni (acum oraș și centru raional din Republica Moldova) din județul Iași, gubernia Basarabia (Imperiul Rus), în familia tâmplarului Haikel Melamed. A primit o educație tradițională evreiască într-un heder, la vârsta de doisprezece ani a devenit ucenic de tâmplar. Sub influența lui Șomer (pseudonimul scriitorului Nohem-Meer Șaikevici), de la vârsta de 18 ani, a publicat note și eseuri în ziarul Der Yud. În 1905 a emigrat în Statele Unite, unde a început imediat să publice povești, eseuri, articole critice literar în diferite periodice ale țării și din străinătate (prima publicație a fost în ziarul londonez Yidisher Express).
A fost unul dintre fondatorii coloniei agricole evreiești anarhiste din Clarion, Utah, unde a locuit din 1912 și a deschis o școală evreiască, o bibliotecă și alte instituții culturale. Primul grup de coloniști din Philadelphia a sosit în Clarion pe 10 septembrie 1911 și a început să prelucreze 1.500 de acri de pământ pentru grâu, lucernă și ovăz. Solul deșert s-a dovedit a fi de puțin folos pentru cultivarea acestor culturi, dar în ciuda acestui fapt, numărul de coloniști într-un an a crescut la 156 de persoane. În 1916, coloniștii au trebuit să părăsească așezarea, care s-a transformat în curând într-un oraș-fantomă.
În 1917, s-a reîntors în Philadelphia, unde s-a alăturat teatrului evreiesc, și lucrat și ca copist. Curând a devenit membru al redacției, apoi redactor și angajat permanent al ziarului Di Yiddishe Valt („Lumea evreiască”), a condus departamentul de teatru al acestui ziar. A publicat regulat în cotidianele din New York: Forverts („Înainte”) și Tog („Ziua”), unde a publicat mai multe romane. În 1934, a cofondat o altă colonie agricolă în Roosevelt, New Jersey, unde a locuit până la începutul anilor 1950.
A fost autorul mai multor cărți, dintre care principalele sunt A rege glik („Un moment de fericire”, 1924) și Vanderveg („Drum rătăcitor”, 1944), prima o lucrare epică care povestește despre târgul basarabean, în care s-a născut autorul, al doilea, despre viața imigranților basarabeni în Lumea Nouă, iar al treilea, despre colonia agricolă evreiască din Statele Unite. De asemenea, a scris mai multe piese de teatru într-un singur act: Have (1907), Bam framedn fayer (1917) și altele.